# Johanna Bleuland van Oordt

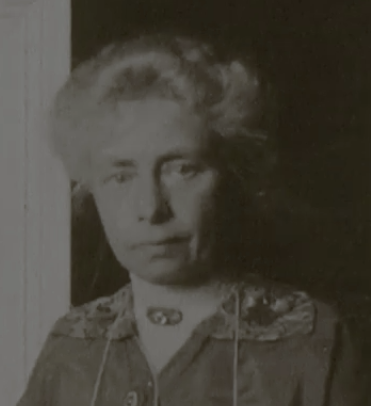
Imagem de Johanna Bleuland van Oordt

Johanna Jacoba Bleuland van Oordt (1865-1948) foi uma pintora holandesa.

## Biografia
Oordt nasceu no dia 28 de agosto de 1865 em Katendrecht, Holanda. Ela estudou na Koninklijke Academie van Beeldende Kunsten (Real Academia de Artes, Haia). Os seus professores incluíam Frits Jansen. A sua irmã Adri Bleuland van Oordt também era artista. Johanna e Adri expuseram regularmente no Haagse Kunstkring.
Oordt faleceu no dia 15 de dezembro de 1948, em Leidschendam.
Em 2018, o Museum Swaensteyn realizou uma exposição intitulada Adriana e Johanna Bleuland van Oordt - Irmãs artísticas numa propriedade rural de Voorburg.